# Bobritzsch
Bobritzsch là một đô thị trong huyện Mittelsachsen, bang tự do Sachsen, nước Đức. Đô thị Bobritzsch có diện tích 49,7 km², dân số thời điểm ngày 31 tháng 12 năm 2005 là 4621 người.